# Yenzi
Yenzi est la cité des cadres de la compagnie Shell au Gabon. Elle se situe à douze kilomètres de Gamba, près du terminal pétrolier et de l'aéroport de la ville. La cité dispose d'une école, d'un hôpital, d'une piscine et de plusieurs infrastructures sportives. Elle borde le lac du même nom.